# Marathon van Frankfurt 2007

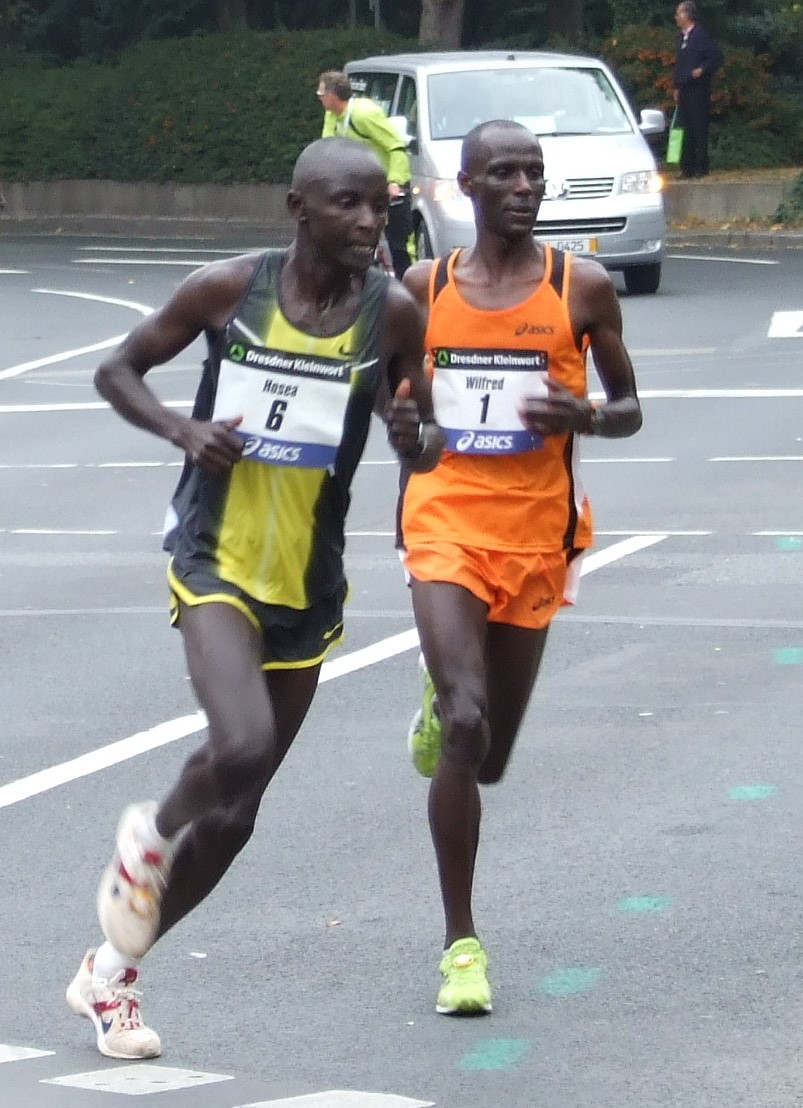
Hosea Rotich en Wilfred Kigen 2007

De marathon van Frankfurt 2007 werd gelopen op zondag 28 oktober 2007. Het was de 26e editie van deze marathon.
De Keniaan Wilfred Kigen kwam als eerste over de streep in 2:07.58. De Duitse Melanie Kraus won bij de vrouwen in 2:28.56.

## Uitslagen

### Mannen
| rang   | naam                     | land | tijd    |
| ------ | ------------------------ | ---- | ------- |
| Goud   | Wilfred Kigen            | KEN  | 2:07.58 |
| Zilver | Hosea Rotich             | KEN  | 2:08.11 |
| Brons  | Sammy Kurgat             | KEN  | 2:08.38 |
| 4      | Peter Kiprotich          | KEN  | 2:08.49 |
| 5      | Albert Matebor           | KEN  | 2:09.33 |
| 6      | Simon Njoroge            | KEN  | 2:09.46 |
| 7      | Elijah Sang              | KEN  | 2:10.13 |
| 8      | Francis Bowen            | KEN  | 2:10.41 |
| 9      | Japhet Kosgei            | KEN  | 2:11.01 |
| 10     | Georgi Andrejev          | RUS  | 2:11.02 |
| 11     | Dmitry Semenov           | RUS  | 2:11.15 |
| 12     | Vincent Kipsos           | KEN  | 2:12.15 |
| 13     | Youri Abramov            | RUS  | 2:12.22 |
| 14     | David Ramard             | FRA  | 2:12.49 |
| 15     | Urige Arado Buta         | NOR  | 2:13.06 |
| 16     | Wilson Boit Kipketer     | KEN  | 2:13.08 |
| 17     | Ghebru Sereke            | ERI  | 2:13.14 |
| 18     | Gomes Clodoaldo da Silva | BRA  | 2:13.59 |
| 19     | Geoffrey Kiplagat        | KEN  | 2:14.57 |
| 20     | Linus Maiyo              | KEN  | 2:15.38 |
| 21     | Daniel Woldu             | ERI  | 2:19.49 |
| 22     | Henrik Sandstad          | NOR  | 2:20.58 |

### Vrouwen
| rang   | naam                     | land | tijd    |
| ------ | ------------------------ | ---- | ------- |
| Goud   | Melanie Kraus            | GER  | 2:28.56 |
| Zilver | Svetlana Zacharova       | RUS  | 2:29.12 |
| Brons  | Kirsten Otterbu          | NOR  | 2:29.12 |
| 4      | Jemima Jelagat           | KEN  | 2:29.41 |
| 5      | Luminita Zaituc          | GER  | 2:30.09 |
| 6      | Ulrike Maisch            | GER  | 2:32.41 |
| 7      | Tsige Worku              | ETH  | 2:33.25 |
| 8      | Julia Arkhipova          | KIR  | 2:34.10 |
| 9      | Anna von Schenk          | SWE  | 2:37.06 |
| 10     | Rasa Drazdauskaite       | LTU  | 2:37.18 |
| 12     | Annemette Aagaard        | DEN  | 2:37.36 |
| 13     | Nebiat Habtemariam       | ERI  | 2:37.46 |
| 14     | Eversten Anita Hakenstad | NOR  | 2:39.49 |
| 15     | Mirya Jenni              | ?    | 2:42.48 |
| 16     | Birgitt Bohn             | GER  | 2:42.55 |
| 17     | Bernadette Pichlmaier    | GER  | 2:43.38 |
| 18     | Johanna Kykyri           | FIN  | 2:48.00 |
| 19     | Christina Holth          | DEN  | 2:48.17 |
| 20     | Simone Maissenbacher     | GER  | 2:49.05 |

1981 ·
1982 ·
1983 ·
1984 ·
1985 ·
1986 ·
1987 ·
1988 ·
1989 ·
1990 ·
1991 ·
1992 ·
1993 ·
1994 ·
1995 ·
1996 ·
1997 ·
1998 ·
1999 ·
2000 ·
2001 ·
2002 ·
2003 ·
2004 ·
2005 ·
2006 ·
2007 ·
2008 ·
2009 ·
2010 ·
2011 · 
2012 · 
2013 · 
2014 · 
2015 · 
2016 · 
2017